# Saison 6 de The Voice Kids (France)
Vous pouvez aider à l'améliorer ou bien discuter des problèmes sur sa page de discussion.
- Il peut contenir un travail inédit ou des déclarations non vérifiées. Vous pouvez l’améliorer en ajoutant des références. (Marqué depuis septembre 2021)

Vous pouvez aider à l'améliorer ou bien discuter des problèmes sur sa page de discussion.
- Il ne cite pas suffisamment ses sources. Vous pouvez indiquer les passages à sourcer avec {{référence nécessaire}} ou {{Référence souhaitée}}, et inclure les références utiles en les liant aux notes de bas de page. (Marqué depuis juillet 2019)

- Archive Wikiwix
- Bing
- Cairn
- DuckDuckGo
- E. Universalis
- Gallica
- Google
- G. Books
- G. News
- G. Scholar
- Persée
- Qwant
- (zh) Baidu
- (ru) Yandex
- (wd) trouver des œuvres sur Wikidata

La saison 6 de The Voice Kids réalisée par Tristan Carné et Didier Froehly est diffusée sur TF1 du 23 août 2019 au 25 octobre 2019. L'émission compte 8 soirées : 4 soirées d'auditions à l'aveugle, 2 soirées de battles, 1 soirée pour la demi-finale et enfin la finale en direct.

## Participants

### Coachs et présentateurs
L'émission est présentée par :
- Nikos Aliagas, sur le plateau et pendant l'accueil des familles ;
- Karine Ferri, dans les coulisses et sur le plateau.

Le jury est composé de :
- Patrick Fiori, chanteur, auteur-compositeur-interprète français
- Amel Bent, chanteuse française
- Jenifer, chanteuse française
- Soprano, chanteur, rappeur et compositeur français

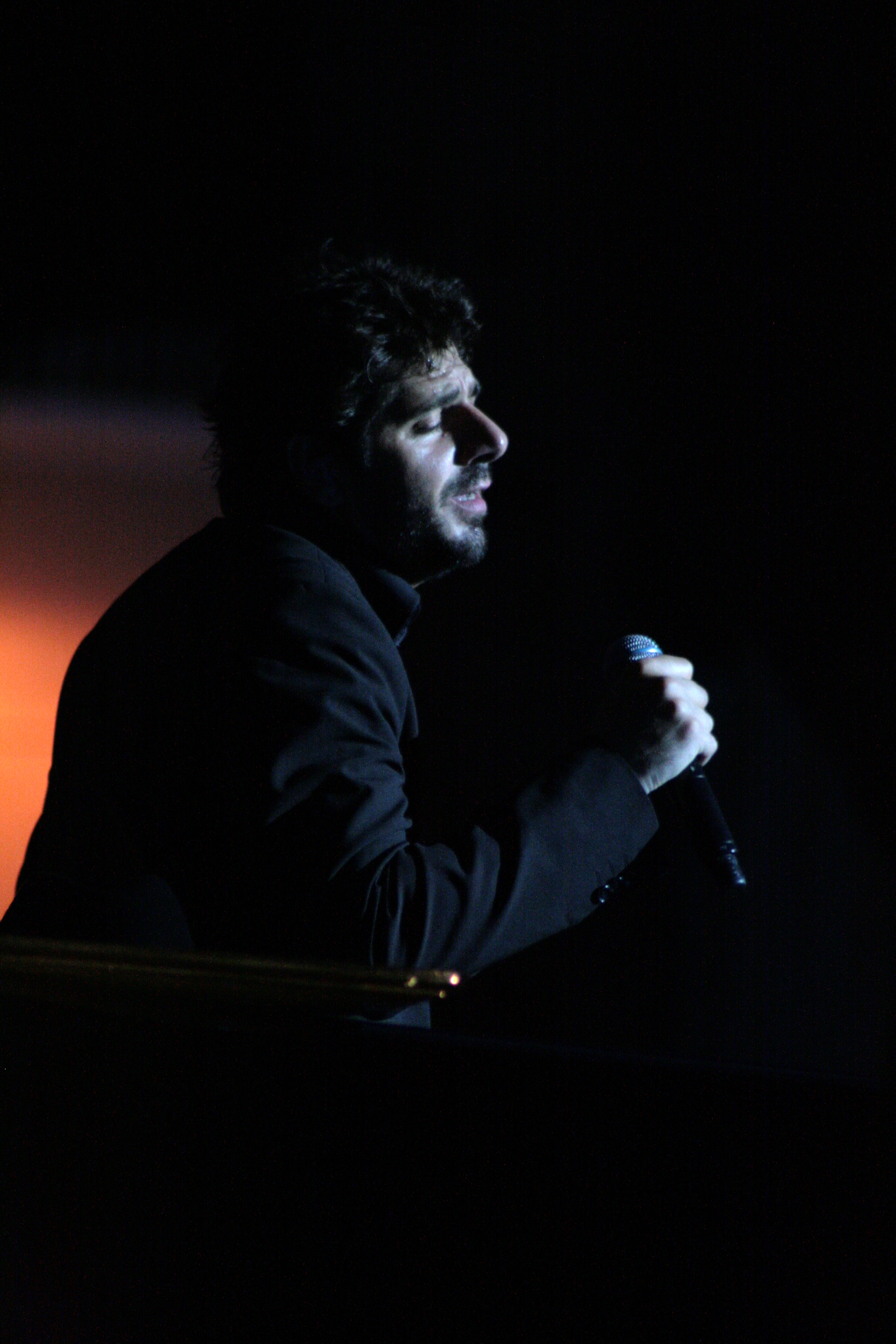
Patrick Fiori
Amel Bent
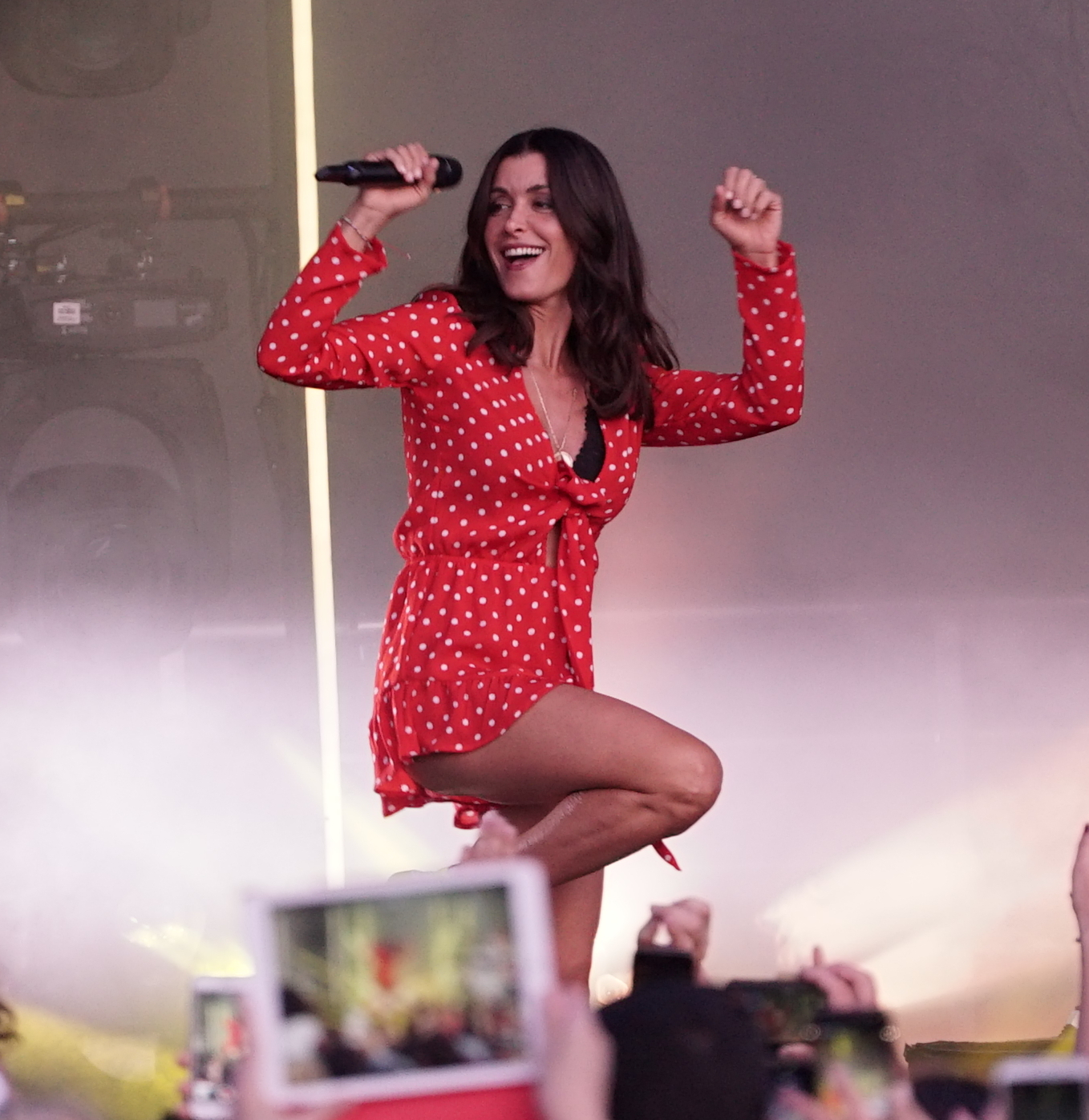
Jenifer
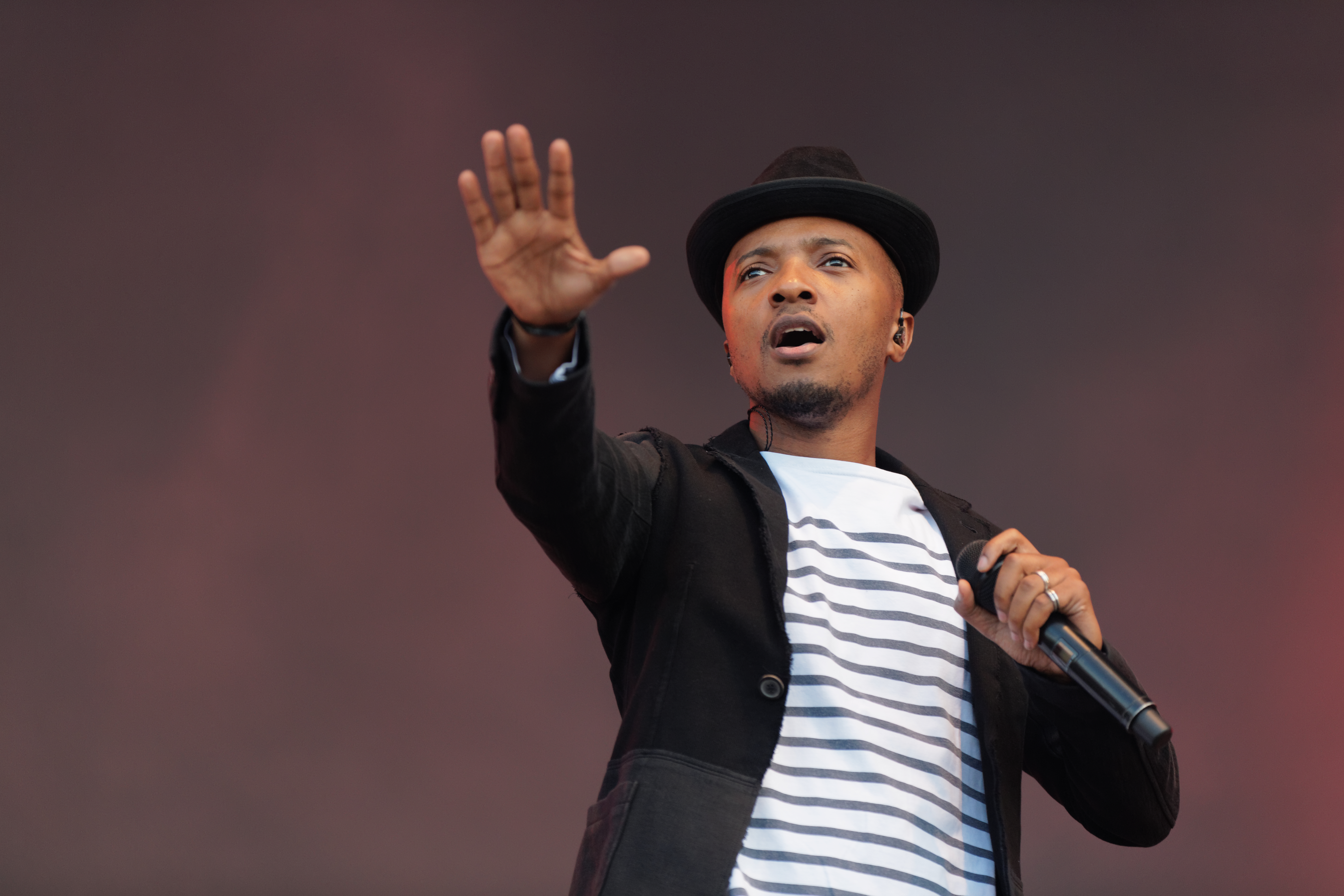
Soprano

### Candidats
| Étapes                  | #  | Patrick Fiori | Amel Bent  | Jenifer      | Soprano        |
| ----------------------- | -- | ------------- | ---------- | ------------ | -------------- |
| Finalistes              | 1  | Manon (3e)    | Soan (1er) | Natihei (2e) | Philippe (4e)  |
| Finalistes              | 2  | Antonia       | Ali        | Chemsy       | Talima         |
| Éliminés en demi-finale | 3  | Ghali         | Mathias    | Justine      | Fannie         |
| Éliminés en demi-finale | 4  | Michel        | Kylian     | Lola         |                |
| Éliminés en demi-finale | 5  |               |            | Esteban      |                |
| Éliminés aux Battles    | 6  | Valéria       | Coline     | Théo         | Lucas & Nathan |
| Éliminés aux Battles    | 7  | Eva           | Camille    | Roger        | Maëline        |
| Éliminés aux Battles    | 8  | Julia         | Amélie     | Joann        | Romane         |
| Éliminés aux Battles    | 9  | Fanchon       | Enzo       | Alaïs        | Enzo           |
| Éliminés aux Battles    | 10 | Mila          | Gaspard    | Nayana       | Pierre         |
| Éliminés aux Battles    | 11 | Clara         | Marie      | Aëlwenn      | Leny           |
| Éliminés aux Battles    | 12 | François      | Océane     | Léna         | Nour           |
| Éliminés aux Battles    | 13 | Eva           | Leticia    | Mini Div     | Lisa           |

## Déroulement

### Étape 1: Les auditions à l'aveugle
Le principe est, pour chaque coach, de choisir les meilleurs candidats présélectionnés par la production. Lors des prestations de chaque candidat, chaque jury et futur coach est assis dans un fauteuil, dos à la scène et face au public, et écoute la voix du candidat sans le voir (d'où le terme « auditions à l'aveugle »). Lorsqu'il estime qu'il est en présence d'un bon candidat, le juré appuie sur un buzzer devant lui, qui retourne alors son fauteuil face au candidat, ce qui signifie que le juré, qui découvre enfin physiquement le candidat, est prêt à coacher le candidat et le veut dans son équipe. Si le juré est seul à s'être retourné, alors le candidat va par défaut dans son équipe. Par contre, si plusieurs jurés se retournent, c'est alors au candidat de choisir quel coach il veut rejoindre.
Une nouveauté fait également son apparition, le « block », inspiré par la version américaine du programme. Ce bouton permet aux coachs de bloquer un autre coach afin qu'il ne puisse pas obtenir le talent dans son équipe. Mais chaque coach à le droit d'utiliser ce bouton qu'une seule fois pendant les auditions à l'aveugle).
Légende
Épisode 1
Le premier épisode est diffusé le 23 août 2019 à 21 h. Les coachs ouvrent les auditions à l'aveugle en interprétant La Même de Gims et Vianney.
| Ordre | Candidat                         | Âge         | Localisation                   | Chanson                                                          | Choix des coachs et des candidats | Choix des coachs et des candidats | Choix des coachs et des candidats | Choix des coachs et des candidats |
| Ordre | Candidat                         | Âge         | Localisation                   | Chanson                                                          | Patrick Fiori                     | Amel Bent                         | Jenifer                           | Soprano                           |
| ----- | -------------------------------- | ----------- | ------------------------------ | ---------------------------------------------------------------- | --------------------------------- | --------------------------------- | --------------------------------- | --------------------------------- |
| 1     | Fanchon                          | 12          | Charnas, Ardèche               | Girl on Fire - Alicia Keys                                       | Rejoint                           | —                                 | Le coach a buzzé sur ce candidat  | Le coach a buzzé sur ce candidat  |
| 2     | Natihei                          | 8           | Papeete, Polynésie française   | L'amour existe encore - Céline Dion                              | Le coach a buzzé sur ce candidat  | Le coach a buzzé sur ce candidat  | Rejoint                           | Le coach a buzzé sur ce candidat  |
| 3     | Matilda                          | 8           | Montrichard, Loir-et-Cher      | Mercy - Madame Monsieur                                          | Éliminée                          | Éliminée                          | Éliminée                          | Éliminée                          |
| 4     | Fannie                           | 15          | Clermont-Ferrand, Puy-de-Dôme  | A Change Is Gonna Come - Sam Cooke (version d'Aretha Franklin)   | Le coach a buzzé sur ce candidat  | Le coach a buzzé sur ce candidat  | Le coach a buzzé sur ce candidat  | Rejoint                           |
| 5     | Mini Div (Eva*, Marie* et Clara) | 12, 12 & 14 | Bouches-du-Rhône               | It's Raining Men - The Weather Girls (version de Geri Halliwell) | Le coach a buzzé sur ce candidat  | Le coach a buzzé sur ce candidat  | Rejoint                           | Le coach a buzzé sur ce candidat  |
| 6     | Eva                              | 10          | Arès, Gironde                  | La Foule - Édith Piaf                                            | Rejoint                           | —                                 | —                                 | —                                 |
| 7     | Soan                             | 11          | Saint-André, La Réunion        | La pli y vé tombé - Jean-Claude Viadère                          | Le coach a buzzé sur ce candidat  | Le coach a buzzé sur ce candidat  | Le coach a buzzé sur ce candidat  | Rejoint                           |
| 8     | Valéria                          | 13          | Pont-de-la-Morge, Suisse       | All I Ask - Adele                                                | Rejoint                           | —                                 | Le coach a buzzé sur ce candidat  | Le coach a buzzé sur ce candidat  |
| 9     | Lisa                             | 12          | Strasbourg, Bas-Rhin           | Reine - Dadju                                                    | Le coach a buzzé sur ce candidat  | Le coach a buzzé sur ce candidat  | —                                 | Rejoint                           |
| 10    | Baptiste                         | 12          | Saint-Maurice, Val-de-Marne    | Riche - Claudio Capéo                                            | Éliminé                           | Éliminé                           | Éliminé                           | Éliminé                           |
| 11    | Antonia                          | 10          | Port-de-Bouc, Bouches-du-Rhône | Historia de un amor - Luz Casal                                  | Soprano                           | Rejoint                           | Le coach a buzzé sur ce candidat  | Le coach a buzzé sur ce candidat  |
| 12    | Enzo                             | 11          | Lisle-sur-Tarn, Tarn           | Hoochie Coochie Man - Muddy Waters                               | Le coach a buzzé sur ce candidat  | Rejoint                           | Le coach a buzzé sur ce candidat  | Le coach a buzzé sur ce candidat  |
| 13    | Roger                            | 13          | Cachan, Val-de-Marne           | Soulman - Ben l'Oncle Soul                                       | —                                 | —                                 | Rejoint                           | Le coach a buzzé sur ce candidat  |
| 14    | Aëlwenn                          | 14          | Mathay, Doubs                  | Too Good at Goodbyes - Sam Smith                                 | —                                 | Le coach a buzzé sur ce candidat  | Rejoint                           | Le coach a buzzé sur ce candidat  |

* Eva avait déjà participé à la quatrième saison de l'émission. Elle avait interprété Je vais t'aimer de Michel Sardou lors des auditions à l'aveugle, mais aucun coach ne s'était retourné.
* Marie était déjà présente lors de la saison précédente de l'émission. Elle avait interprété la version française de New York, New York lors des auditions à l'aveugle et avait rejoint l'équipe de Soprano.

#### Épisode 2
Le deuxième épisode est diffusé le 6 septembre 2019 à 21 h.
| Ordre | Candidat       | Âge | Localisation                      | Chanson                                                               | Choix des coachs et des candidats | Choix des coachs et des candidats | Choix des coachs et des candidats | Choix des coachs et des candidats |
| Ordre | Candidat       | Âge | Localisation                      | Chanson                                                               | Patrick Fiori                     | Amel Bent                         | Jenifer                           | Soprano                           |
| ----- | -------------- | --- | --------------------------------- | --------------------------------------------------------------------- | --------------------------------- | --------------------------------- | --------------------------------- | --------------------------------- |
| 1     | Leticia        | 13  | Montréal, Canada                  | Friends - Marshmello & Anne-Marie                                     | Le coach a buzzé sur ce candidat  | Rejoint                           | —                                 | Le coach a buzzé sur ce candidat  |
| 2     | Mathias        | 12  | Vinassan, Aude                    | In My Blood - Shawn Mendes                                            | Le coach a buzzé sur ce candidat  | Rejoint                           | Le coach a buzzé sur ce candidat  | Le coach a buzzé sur ce candidat  |
| 3     | Eden           | 9   | Ozoir-la-Ferrière, Seine-et-Marne | Petit pays - Cesária Évora                                            | Éliminée                          | Éliminée                          | Éliminée                          | Éliminée                          |
| 4     | Ali            | 12  | Casablanca, Maroc                 | Who's Lovin' You - The Miracles (version des Jackson Five)            | Le coach a buzzé sur ce candidat  | Rejoint                           | Amel Bent                         | Le coach a buzzé sur ce candidat  |
| 5     | Marie          | 14  | Chambéry, Savoie                  | Si t'étais là - Louane                                                | Le coach a buzzé sur ce candidat  | Rejoint                           | —                                 | Le coach a buzzé sur ce candidat  |
| 6     | Esteban        | 14  | Toulon, Var                       | Nique les clones, Pt. II - Nekfeu                                     | Le coach a buzzé sur ce candidat  | Le coach a buzzé sur ce candidat  | Rejoint                           | Patrick Fiori                     |
| 7     | Talima         | 12  | La Tour-d'Aigues, Vaucluse        | Tajabone - Ismaël Lô                                                  | Le coach a buzzé sur ce candidat  | Le coach a buzzé sur ce candidat  | Le coach a buzzé sur ce candidat  | Rejoint                           |
| 8     | Maëline        | 7   | Meaux, Seine-et-Marne             | Cœurdonnier - Soprano                                                 | Le coach a buzzé sur ce candidat  | —                                 | —                                 | Rejoint                           |
| 9     | Océane         | 15  | Le Vésinet, Yvelines              | (You Make Me Feel Like) A Natural Woman - Aretha Franklin             | Le coach a buzzé sur ce candidat  | Rejoint                           | Le coach a buzzé sur ce candidat  | Le coach a buzzé sur ce candidat  |
| 10    | Léna           | 13  | Valbonne, Alpes-Maritimes         | Valerie - The Zutons (version d'Amy Winehouse)                        | —                                 | —                                 | Rejoint                           | —                                 |
| 11    | Philippe       | 15  | Nouveau-Brunswick, Canada         | The Phantom of the Opera - Andrew Lloyd Webber (version de Nightwish) | Rejoint                           | Le coach a buzzé sur ce candidat  | —                                 | —                                 |
| 12    | Lucas & Nathan | 8   | Punaauia, Polynésie française     | Sonotone - MC Solaar                                                  | Le coach a buzzé sur ce candidat  | —                                 | —                                 | Rejoint                           |
| 13    | Aude           | 10  | Escautpont, Nord                  | Ne partez pas sans moi - Céline Dion                                  | Éliminée                          | Éliminée                          | Éliminée                          | Éliminée                          |
| 14    | Eva            | 11  | Lyon, Rhône                       | Down On My Knees - Ayọ                                                | Rejoint                           | Le coach a buzzé sur ce candidat  | Le coach a buzzé sur ce candidat  | Le coach a buzzé sur ce candidat  |

#### Épisode 3
Le troisième épisode est diffusé le 13 septembre 2019 à 21 h.
| Ordre | Candidat | Âge | Localisation                     | Chanson                                                                | Choix des coachs et des candidats | Choix des coachs et des candidats | Choix des coachs et des candidats | Choix des coachs et des candidats |
| Ordre | Candidat | Âge | Localisation                     | Chanson                                                                | Patrick Fiori                     | Amel Bent                         | Jenifer                           | Soprano                           |
| ----- | -------- | --- | -------------------------------- | ---------------------------------------------------------------------- | --------------------------------- | --------------------------------- | --------------------------------- | --------------------------------- |
| 1     | Lola     | 12  | Sanary-sur-Mer, Var              | Out Here on My Own - Irene Cara                                        | Le coach a buzzé sur ce candidat  | Le coach a buzzé sur ce candidat  | Rejoint                           | Le coach a buzzé sur ce candidat  |
| 2     | Gaspard  | 8   | Grenoble, Isère                  | Göttingen - Barbara                                                    | —                                 | Rejoint                           | —                                 | —                                 |
| 3     | Justine  | 15  | Sorède, Pyrénées-Orientales      | Born This Way - Lady Gaga                                              | Le coach a buzzé sur ce candidat  | Le coach a buzzé sur ce candidat  | Rejoint                           | Le coach a buzzé sur ce candidat  |
| 4     | Ghali    | 13  | Marrakech, Maroc                 | Jealous - Labrinth                                                     | Rejoint                           | Le coach a buzzé sur ce candidat  | Le coach a buzzé sur ce candidat  | Le coach a buzzé sur ce candidat  |
| 5     | Michel   | 13  | Carmaux, Tarn                    | TNT - AC/DC                                                            | Rejoint                           | —                                 | Le coach a buzzé sur ce candidat  | —                                 |
| 6     | Nayana   | 14  | Sottens, Suisse                  | Killing Me Softly with His Song - Lori Lieberman (version de Jessie J) | Le coach a buzzé sur ce candidat  | Le coach a buzzé sur ce candidat  | Rejoint                           | Le coach a buzzé sur ce candidat  |
| 7     | Clara    | 12  | Rohrbach-lès-Bitche, Moselle     | Bang Bang - Jessie J, Ariana Grande & Nicki Minaj                      | Rejoint                           | —                                 | Le coach a buzzé sur ce candidat  | Le coach a buzzé sur ce candidat  |
| 8     | Nouha    | 14  | Mignaloux-Beauvoir, Vienne       | Tu n'es plus là - Amel Bent                                            | Éliminée                          | Éliminée                          | Éliminée                          | Éliminée                          |
| 9     | Amélie   | 13  | Delson, Canada                   | Stone Cold - Demi Lovato                                               | Le coach a buzzé sur ce candidat  | Rejoint                           | Le coach a buzzé sur ce candidat  | Le coach a buzzé sur ce candidat  |
| 10    | Lilou    | 14  | Le Mans, Sarthe                  | On verra - Nekfeu                                                      | Le coach a buzzé sur ce candidat  | —                                 | Le coach a buzzé sur ce candidat  | Rejoint                           |
| 11    | Théo     | 15  | Saint-Georges-les-Bains, Ardèche | Wicked Game - Chris Isaak                                              | Le coach a buzzé sur ce candidat  | —                                 | Rejoint                           | Le coach a buzzé sur ce candidat  |
| 12    | Tom      | 13  | Marseille, Bouches-du-Rhône      | Beggin' - The Four Seasons (version de Logic)                          | Éliminé                           | Éliminé                           | Éliminé                           | Éliminé                           |
| 13    | Leny*    | 15  | Donneville, Haute-Garonne        | Papa - Bigflo et Oli                                                   | Le coach a buzzé sur ce candidat  | —                                 | Le coach a buzzé sur ce candidat  | Rejoint                           |
| 14    | Enzo     | 14  | Saint-Egrève, Isère              | Attention - Charlie Puth                                               | —                                 | —                                 | —                                 | Rejoint                           |

* Leny avait déjà participé à la troisième saison du concours en 2016. Il avait interprété Ain't No Sunshine de Bill Withers lors des auditions à l'aveugle, mais aucun coach ne s'était retourné.

#### Épisode 4
Le quatrième épisode est diffusé le 20 septembre 2019 à 21 h.
| Ordre | Candidat | Âge | Localisation                   | Chanson                                         | Choix des coachs et des candidats | Choix des coachs et des candidats | Choix des coachs et des candidats | Choix des coachs et des candidats |
| Ordre | Candidat | Âge | Localisation                   | Chanson                                         | Patrick Fiori                     | Amel Bent                         | Jenifer                           | Soprano                           |
| ----- | -------- | --- | ------------------------------ | ----------------------------------------------- | --------------------------------- | --------------------------------- | --------------------------------- | --------------------------------- |
| 1     | Camille  | 11  | Montélimar, Drôme              | Le Blues du businessman - Starmania             | —                                 | Rejoint                           | —                                 | —                                 |
| 2     | Nour     | 12  | Maurepas, Yvelines             | Havana - Camila Cabello feat. Young Thug        | Le coach a buzzé sur ce candidat  | —                                 | —                                 | Rejoint                           |
| 3     | Kylian   | 12  | Toulon, Var                    | Dommage - Bigflo et Oli                         | —                                 | Rejoint                           | —                                 | —                                 |
| 4     | Manon    | 15  | Marseille, Bouches-du-Rhône    | Writing's on the Wall - Sam Smith               | Rejoint                           | Jenifer                           | Le coach a buzzé sur ce candidat  | Le coach a buzzé sur ce candidat  |
| 5     | Julia    | 9   | Waterloo, Belgique             | Don't Rain on My Parade - Barbra Streisand      | Rejoint                           | —                                 | Le coach a buzzé sur ce candidat  | —                                 |
| 6     | Julian   | 15  | Cachan, Val-de-Marne           | (Sittin' on) The Dock of the Bay - Otis Redding | Éliminé                           | Éliminé                           | Éliminé                           | Éliminé                           |
| 7     | Alaïs    | 13  | Annecy, Haute-Savoie           | Tout va bien - Orelsan                          | Le coach a buzzé sur ce candidat  | —                                 | Rejoint                           | —                                 |
| 8     | François | 11  | Nouméa, Nouvelle-Calédonie     | Malia te fae - Antonio Taukapa                  | Rejoint                           | —                                 | Le coach a buzzé sur ce candidat  | —                                 |
| 9     | Pierre   | 15  | Cavaillon, Vaucluse            | Ces gens-là - Jacques Brel                      | Le coach a buzzé sur ce candidat  | Le coach a buzzé sur ce candidat  | Le coach a buzzé sur ce candidat  | Rejoint                           |
| 10    | Mila     | 14  | La Rochelle, Charente-Maritime | Ex's & Oh's - Elle King                         | Rejoint                           | —                                 | Le coach a buzzé sur ce candidat  | —                                 |
| 11    | Joann    | 14  | Bruxelles, Belgique            | Formidable - Stromae                            | —                                 | Le coach a buzzé sur ce candidat  | Rejoint                           | —                                 |
| 12    | Romane   | 14  | Wiwersheim, Bas-Rhin           | Dusk Till Dawn - Zayn Malik feat. Sia           | —                                 | Le coach a buzzé sur ce candidat  | —                                 | Rejoint                           |
| 13    | Antoine  | 13  | Galgon, Gironde                | Le Soldat rose - M                              | Éliminé                           | Éliminé                           | Éliminé                           | Éliminé                           |
| 14    | Coline   | 14  | Paris                          | Uncover - Zara Larsson                          | —                                 | Rejoint                           | —                                 | —                                 |

### Étape 2: lesBattles
Au sein de leurs équipes, les coachs ont créé des trios de candidats, selon les registres vocaux de leurs candidats, pour chanter une chanson. À chaque prestation de trio, l'un des trois est qualifié pour l'étape suivante pour la demi-finale. Les deux autres candidats sont éliminés du concours.

#### Épisode 5
Le cinquième épisode est diffusé le 27 septembre 2019 à 21 h. Les coachs ouvrent les battles en interprétant Eye of the Tiger de Survivor.
| Coach         | Ordre | Gagnant | Chanson                                    | Perdants |
| ------------- | ----- | ------- | ------------------------------------------ | -------- |
| Amel Bent     | 1     | Mathias | Wrecking Ball - Miley Cyrus                | Leticia  |
| Amel Bent     | 1     | Mathias | Wrecking Ball - Miley Cyrus                | Océane   |
| Patrick Fiori | 2     | Ghali   | Sang pour sang - Johnny Hallyday           | Eva      |
| Patrick Fiori | 2     | Ghali   | Sang pour sang - Johnny Hallyday           | François |
| Jenifer       | 3     | Natihei | Un, deux, trois - Fredericks Goldman Jones | Mini Div |
| Jenifer       | 3     | Natihei | Un, deux, trois - Fredericks Goldman Jones | Léna     |
| Soprano       | 4     | Talima  | Royals - Lorde                             | Lisa     |
| Soprano       | 4     | Talima  | Royals - Lorde                             | Nour     |
| Patrick Fiori | 5     | Michel  | Walk This Way - Aerosmith                  | Clara    |
| Patrick Fiori | 5     | Michel  | Walk This Way - Aerosmith                  | Mila     |
| Amel Bent     | 6     | Kylian  | Le fils à papa - Vianney                   | Marie    |
| Amel Bent     | 6     | Kylian  | Le fils à papa - Vianney                   | Gaspard  |
| Jenifer       | 7     | Lola    | Stay - Rihanna                             | Aëlwenn  |
| Jenifer       | 7     | Lola    | Stay - Rihanna                             | Nayana   |
| Soprano       | 8     | Lilou   | Ta fête - Stromae                          | Leny     |
| Soprano       | 8     | Lilou   | Ta fête - Stromae                          | Pierre   |

#### Épisode 6
Le sixième épisode est diffusé le 4 octobre 2019 à 21 h.
| Coach         | Ordre | Gagnant  | Chanson                                      | Perdants       |
| ------------- | ----- | -------- | -------------------------------------------- | -------------- |
| Soprano       | 1     | Fannie   | Feeling Good - Nina Simone                   | Enzo           |
| Soprano       | 1     | Fannie   | Feeling Good - Nina Simone                   | Romane         |
| Amel Bent     | 2     | Ali      | Envole-moi - Jean-Jacques Goldman            | Enzo           |
| Amel Bent     | 2     | Ali      | Envole-moi - Jean-Jacques Goldman            | Amélie         |
| Patrick Fiori | 3     | Philippe | Belle - Garou, Daniel Lavoie & Patrick Fiori | Fanchon        |
| Patrick Fiori | 3     | Philippe | Belle - Garou, Daniel Lavoie & Patrick Fiori | Julia          |
| Jenifer       | 4     | Esteban  | Mon Everest - Soprano feat. Marina Kaye      | Alaïs          |
| Jenifer       | 4     | Esteban  | Mon Everest - Soprano feat. Marina Kaye      | Joann          |
| Amel Bent     | 5     | Antonia  | Je l'aime à mourir - Francis Cabrel          | Camille        |
| Amel Bent     | 5     | Antonia  | Je l'aime à mourir - Francis Cabrel          | Coline         |
| Soprano       | 6     | Soan     | Simon Papa Tara - Yannick Noah               | Maëline        |
| Soprano       | 6     | Soan     | Simon Papa Tara - Yannick Noah               | Lucas & Nathan |
| Patrick Fiori | 7     | Manon    | Flames - David Guetta feat. Sia              | Eva            |
| Patrick Fiori | 7     | Manon    | Flames - David Guetta feat. Sia              | Valéria        |
| Jenifer       | 8     | Justine  | The Show Must Go On - Queen                  | Roger          |
| Jenifer       | 8     | Justine  | The Show Must Go On - Queen                  | Théo           |

### Étape 3: la demi-finale
Le septième épisode est diffusé le 18 octobre 2019 à 21 h.
| Coach         | Ordre | Talent   | Chanson                                             | Résultat                |
| ------------- | ----- | -------- | --------------------------------------------------- | ----------------------- |
| Amel Bent     | 1     | Kylian   | Voler de nuit - Calogero                            | Éliminé                 |
| Amel Bent     | 2     | Antonia  | The Power of Love - Céline Dion (version espagnole) | Volée par Patrick Fiori |
| Amel Bent     | 3     | Mathias  | Earth Song - Michael Jackson                        | Éliminé                 |
| Amel Bent     | 4     | Ali      | All the Man That I Need - Whitney Houston           | Sauvé                   |
| Jenifer       | 5     | Natihei  | Never Enough - Loren Allred                         | Sauvé                   |
| Jenifer       | 6     | Esteban  | La Pluie - Orelsan feat. Stromae                    | Éliminé                 |
| Jenifer       | 7     | Lola     | Without You - Mariah Carey                          | Éliminée                |
| Jenifer       | 8     | Justine  | Dis-moi - BB Brunes                                 | Éliminée                |
| Soprano       | 9     | Fannie   | Crazy - Gnarls Barkley                              | Éliminée                |
| Soprano       | 10    | Lilou    | Avant qu'elle parte - Sexion d'Assaut               | Volée par Jenifer       |
| Soprano       | 11    | Soan     | Redemption Song - Bob Marley                        | Volé par Amel Bent      |
| Soprano       | 12    | Talima   | Papaoutai - Stromae                                 | Sauvée                  |
| Patrick Fiori | 13    | Michel   | We Will Rock You - Queen                            | Éliminé                 |
| Patrick Fiori | 14    | Manon    | Quand on n'a que l'amour - Jacques Brel             | Sauvée                  |
| Patrick Fiori | 15    | Ghali    | Je m'en vais - Vianney                              | Éliminé                 |
| Patrick Fiori | 16    | Philippe | Bohemian Rhapsody - Queen                           | Volé par Soprano        |

### Étape 4: la finale, en direct
Le huitième épisode est diffusé en direct le 25 octobre 2019 à 21 h.
Les candidat(e) qui sont éliminé(e)s pendant le concours, sont invités pour la grande finale.
Florent Pagny était présent pour cette finale en tant que Super Coach.
Mika et Christophe Maé étaient présents aussi pour présenter un single de leur nouvel album. 
Les coachs, les talents et les invités de la finale ouvrent la finale en interprétant L'Histoire de la vie de Debbie Davis.
Les participants sont sauvés par le public ou éliminés de la compétition.
| Coach         | Ordre | Talent   | Chanson                                         | Résultat |
| ------------- | ----- | -------- | ----------------------------------------------- | -------- |
| Amel Bent     | 1     | Ali      | Listen - Beyoncé                                | Éliminé  |
| Amel Bent     | 2     | Soan     | SOS d'un terrien en détresse - Daniel Balavoine | Sauvé    |
| Patrick Fiori | 3     | Antonia  | Vole - Céline Dion                              | Éliminée |
| Patrick Fiori | 4     | Manon    | Le monde est stone - Fabienne Thibeault         | Sauvée   |
| Soprano       | 5     | Talima   | Happy - Pharell Williams                        | Éliminée |
| Soprano       | 6     | Philippe | L'Envie d'aimer - Daniel Lévi                   | Sauvé    |
| Jenifer       | 7     | Lilou    | Fragile - Soprano                               | Éliminée |
| Jenifer       | 8     | Natihei  | I'll Never Love Again - Lady Gaga               | Sauvé    |

| Coach         | Ordre | Talent   | Chanson                                 | En duo avec   | Résultat  |
| ------------- | ----- | -------- | --------------------------------------- | ------------- | --------- |
| Patrick Fiori | 1     | Manon    | Vivre ou survivre - Daniel Balavoine    | Patrick Fiori | Troisième |
| Amel Bent     | 2     | Soan     | We Are the World - USA for Africa       | Amel Bent     | Gagnant   |
| Soprano       | 3     | Philippe | Tu es mon autre - Lara Fabian & Maurane | Soprano       | Quatrième |
| Jenifer       | 4     | Natihei  | Est-ce que tu m'aimes ? - Gims          | Jenifer       | Deuxième  |

## Audiences
| Épisode | les jours et les étapes                             | Téléspectateurs | Parts de marché sur les 4 ans et plus | Classement des audiences de la soirée | Référence |
| ------- | --------------------------------------------------- | --------------- | ------------------------------------- | ------------------------------------- | --------- |
| 1       | Vendredi 23 août 2019 (Audition à l'aveugle 1)      | 3 469 000       | 23 %                                  | 1er                                   | [ 1 ]     |
| 2       | Vendredi 6 septembre 2019 (Audition à l'aveugle 2)  | 3 461 000       | 19,9 %                                | 2e                                    | [ 2 ]     |
| 3       | Vendredi 13 septembre 2019 (Audition à l'aveugle 3) | 3 314 000       | 19,6 %                                | 2e                                    | [ 3 ]     |
| 4       | Vendredi 20 septembre 2019 (Audition à l'aveugle 4) | 3 540 000       | 19,5 %                                | 2e                                    | [ 4 ]     |
| 5       | Vendredi 27 septembre 2019 (Battles 1)              | 3 314 000       | 17,4 %                                | 2e                                    | [ 5 ]     |
| 6       | Vendredi 4 octobre 2019 (Battles 2)                 | 3 203 000       | 17,4 %                                | 2e                                    | [ 6 ]     |
| 7       | Vendredi 18 octobre 2019 (Demi-finale)              | 3 044 000       | 17 %                                  | 2e                                    | [ 7 ]     |
| 8       | Vendredi 25 octobre 2019 (Finale, en direct)        | 3 718 000       | 20,3 %                                | 1er                                   | [ 8 ]     |